# Patria (Beskid Mały)
Patria lub Jedlicznik (543 m n.p.m.) – jeden z najbardziej na wschód wysuniętych szczytów Beskidu Andrychowskiego w Beskidzie Małym. Znajduje się w bocznym grzbiecie niższego wierzchołka Magurki Ponikiewskiej, który poprzez Makową Górę, Zamczysko (Bielówkę), Baśkówkę, Patrię i Tarnawską Górę opada do doliny Skawy. Nazwę Jedlicznik podaje Aleksy Siemionow w „Ziemi Wadowickiej”, przewodnik turystyczny „Beskid Mały” i mapa Compassu, ale w państwowym rejestrze nazw geograficznych jest to Patria i taką nazwę podają obydwie bazujące na nim mapy Geoportalu.
Szczyt Patrii oraz jej stoki południowe, zachodnie i północne należą do wsi Śleszowice w powiecie suskim, stoki wschodnie do wsi Jaszczurowa w powiecie wadowickim (obydwie w województwie małopolskim). Południowo-zachodnim stokiem Patrii, znacznie poniżej jej szczytu, prowadzi żółty szlak turystyczny.
 Mucharz – Patria – Grota Papieska na osiedlu Gronie (skrzy zowanie z czarnym szlakiem ze Śleszowic). Czas przejścia: 1:45 h, ↓ 1:30 h.